# Дитсвил (Алабама)
Дитсвил (енгл. Deatsville) град је у америчкој савезној држави Алабама. По попису становништва из 2010. у њему је живело 1.154 становника.

## Демографија
Према попису становништва из 2010. у граду је живело 1.154 становника, што је 814 (239,4%) становника више него 2000. године.
| Група             | 2000.       | 2010.       |
| Белци             | 331 (97,4%) | 887 (76,9%) |
| Афроамериканци    | 5 (1,5%)    | 224 (19,4%) |
| Азијати           | 0 (0,0%)    | 3 (0,3%)    |
| Хиспаноамериканци | 0 (0,0%)    | 19 (1,6%)   |
| Укупно            | 340         | 1.154       |